# Marokkó a 2017. évi téli universiadén
Marokkó a kazahsztáni Almatiban megrendezett 2017. évi téli universiade egyik részt vevő nemzete volt.

## Alpesisí
| Versenyző      | Versenyszám      | 1. futam      | 1. futam      | 2. futam      | 2. futam      | Összesítés | Összesítés |
| Versenyző      | Versenyszám      | Idő           | Hely.         | Idő           | Hely.         | Idő        | Helyezés   |
| -------------- | ---------------- | ------------- | ------------- | ------------- | ------------- | ---------- | ---------- |
| Adam Lamhamedi | Műlesiklás       | nem ért célba | nem ért célba | kiesett       | kiesett       | kiesett    | kiesett    |
| Sami Lamhamedi | Műlesiklás       | 1:02,16       | 40.           | nem ért célba | nem ért célba | kiesett    | kiesett    |
| Sami Lamhamedi | Óriás-műlesiklás | 1:07,67       | 30.           | 1:10,20       | 28.           | 2:17,87    | 30.        |
| Adam Lamhamedi | Óriás-műlesiklás | 1:07,05       | 23.           | 1:08,68       | 7.            | 2:15,73    | 15.        |

Versenyzők adatai:
| Név            | Születési idő        | Kora  | Egyesület | Felsőoktatási tanintézet |
| Adam Lamhamedi | 1995. április 22.    | 21 év |           |                          |
| Sami Lamhamedi | 1997. szeptember 20. | 19 év |           |                          |